# Klub Kilimandżaro
Klub Kilimandżaro, także Klub Turystyczny Kilimandżaro (KTK) – nieformalna grupa młodych polskich taterników, utworzona w Krakowie w 1907 r. przez braci Mieczysława i Tadeusza Świerzów oraz Walerego i Ferdynanda Goetlów. W późniejszym okresie należeli do niego także Władysław Kulczyński, Kazimierz Piotrowski i inni. Klub ten istniał 3 lata, a niektórzy jego członkowie działali później w Sekcji Turystycznej Towarzystwa Tatrzańskiego.